# George Herriman

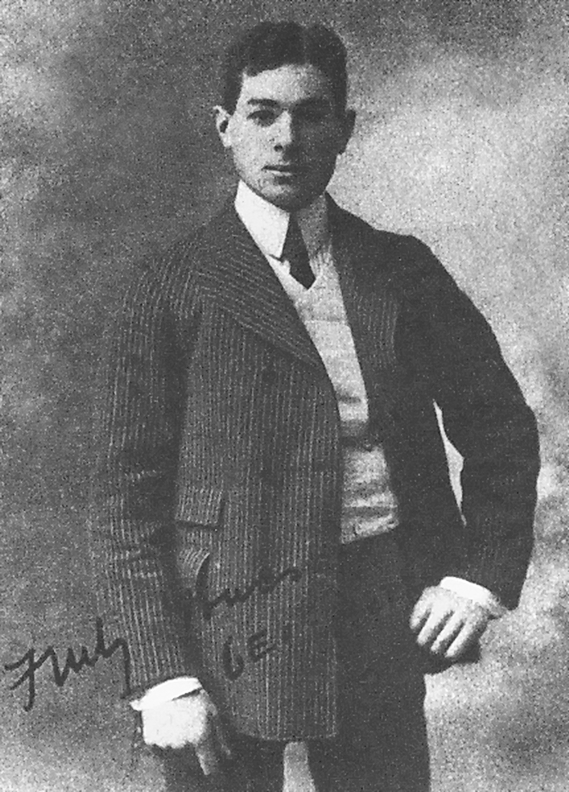
George Herriman, 1902 (dedikált fotó)

George Herriman (New Orleans, Louisiana, 1880. augusztus 22. – Los Angeles, Kalifornia, 1944. április 25.) amerikai képregényalkotó, a kritikailag is elismert Krazy Kat című képsor írója és rajzolója.

## Életpályája
George Herriman apja szándéka ellenére választotta a művészi pályát. Első rajzai a Los Angeles Heraldban jelentek meg, húszéves korára pedig már több magazinban, köztük a Judge-ban, a Life-ban és a New York Newsban. Dolgozott a New York World és a New York Journal alkalmazásában is. 1910 júniusában alkotta meg egyik legismertebb képregényét, a The Dingbat Familyt, mely később The Family Upstairs címen jelent meg. Ebben a képsorban tűnt fel először egy macska és egy egér párosa, akikből később, 1913-ra leghíresebb sorozata, a Krazy Kat kinőtte magát. A képsor két igen jellegzetes vonása szürrealitása és a szövegében használt New York-i szleng. Bár Herriman az évek folyamán más képsorokon is dolgozott, a Krazy Katet 1944-ben bekövetkezett haláláig folytatta.